# Perizoma alaskae
Perizoma alaskae är en fjärilsart som beskrevs av George Duryea Hulst 1896. Perizoma alaskae ingår i släktet Perizoma och familjen mätare. Inga underarter finns listade i Catalogue of Life.